# Pilo Lil
Pilo Lil o Pilolil es una localidad ubicada en el departamento Catán Lil, en la provincia argentina del Neuquén. Se accede por la ruta provincial 23.
La localidad posee una superficie de 47.35 km².

## Toponimia
Etimológicamente, el nombre proviene del Idioma mapuche, que significa Roca Agujereada.

## Geografía
Pilo Lil se encuentra ubicado en las coordenadas 39°38′31.6″S 70°56′46″O / -39.642111, -70.94611.

## Población
En los censos anteriores fue catalogada como población rural dispersa, por lo que no es posible conocer su número anterior de habitantes.
La localidad contó con 106 habitantes (Indec, 2010) y se compuso de 58 varones y 48 mujeres, lo que arrojó un índice de masculinidad del 120.83%. En tanto, las viviendas pasaron a ser 32.
Según el censo 2022 se conoció una población dentro del municipio de 205 habitantes y 67 viviendas.Además, el censo dio a conocer datos de su composición poblacional (79 hombres 85 mujeres), población urbana sin población rural dispersa o localidades dispersas en el municipio (164) densidad y área urbana.
| Gráfica de evolución demográfica de Pilo Lil entre 1991 y 2022 |
|                                                                |
| Fuente: Censos nacionales del INDEC                            |